# 仙台市体育館

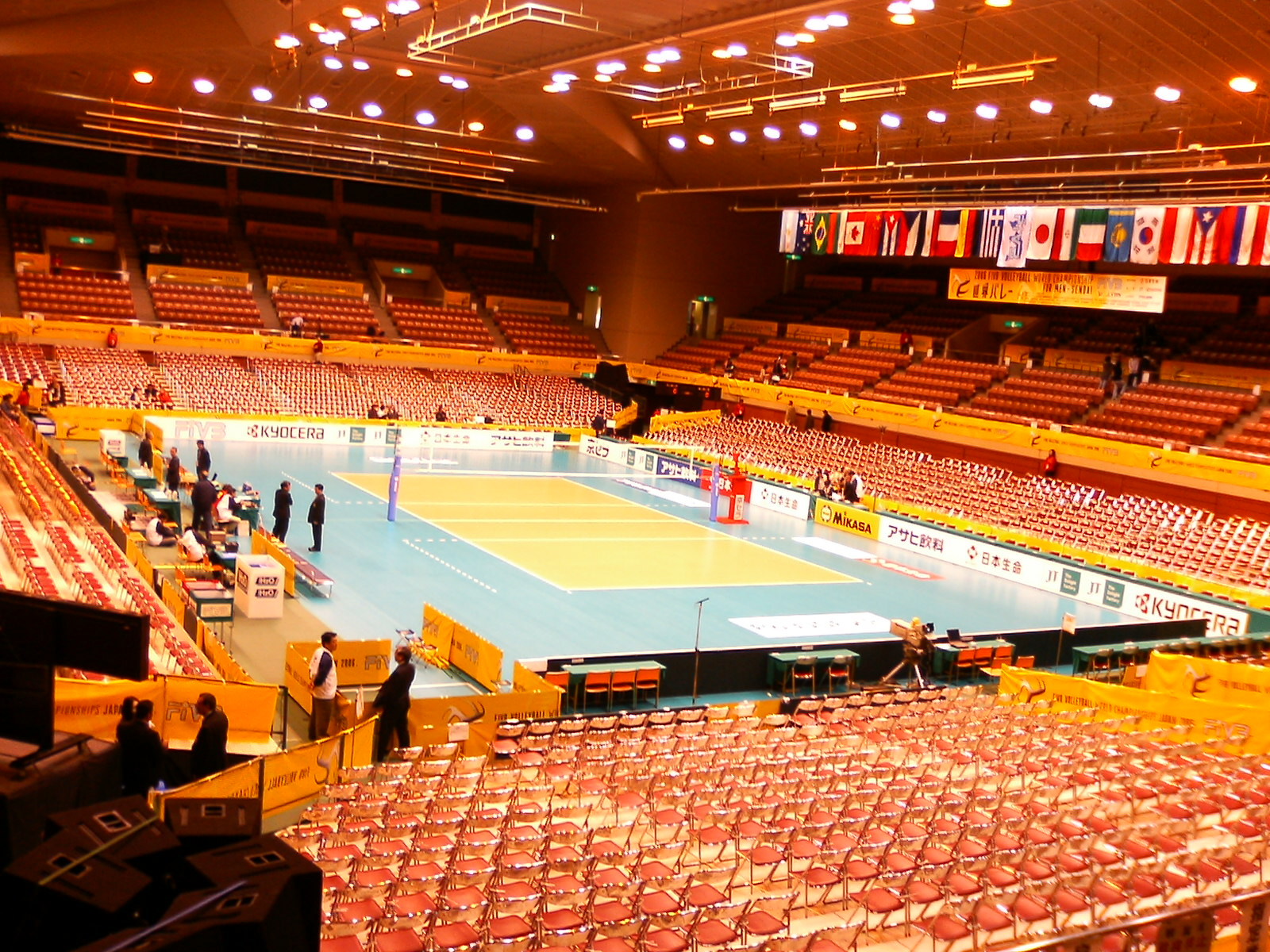
第一競技場（2006年バレーボール世界選手権）。1階の壁面収納可動席を使用せずに、仮設の土台の上にパイプ椅子を設置した例。

仙台市体育館（せんだいしたいいくかん）は、宮城県仙台市太白区富沢一丁目にある市営の体育館。
2005年（平成17年）より、Bリーグの仙台89ERS（せんだいエイティナイナーズ）のホームアリーナとして利用されている。2016年（平成28年）7月より命名権譲渡によりカメイアリーナ仙台の愛称を持つ。

## 概要
仙台市体育館は、仙台市都心部から見て南の長町地区の南西にあり、山口遺跡のほぼ中央に建つ。隣接地には富沢公園がある。
アリーナのほか、屋内トレーニング室、温水プールなどがあり、市民のスポーツ振興及び各種大会などに利用されている。
また、仙台89ERSのホームアリーナとして使用されている。しかし、2007 - 2008シーズンは改修工事によって会場を確保できなかった関係から、青葉区の仙台市青葉体育館で約半分のホームゲームを開催した。2008 - 2009シーズンからは、ほとんどの試合を仙台市体育館で開催する。なお、2013 - 2014シーズンからは主会場があすと長町にあるゼビオアリーナ仙台に移ったが、仙台市体育館でも1シーズンあたり約8試合開いていた。2024-25年度のシーズンはゼビオアリーナのメインアリーナフロアの改修のため、暫定的にカメイアリーナを主本拠に移転する。
また、Fリーグ・ヴォスクオーレ仙台のホームゲームが、Fリーグ加盟以来開催されている（2014 - 2015シーズンは3試合を開催）。
スポーツ以外では、東北大学をはじめとする大学などの入学式や卒業式、成人式などの利用の他、コンサートなどにも使用される。かつては、ディズニー・オン・アイスが毎年開催されていた。　
仙台市の北東、仙塩地区にある利府町には、大型体育館であるセキスイハイムスーパーアリーナ（グランディ・21総合体育館）があるが、この施設は交通アクセスにおける問題を抱える（参照）。このため、全国からの来客が見込まれる世界大会などのスポーツイベントは、交通の利便性が高い仙台市体育館で、他方、主に東北地方からの来客を見込んだ集客力のある歌手のコンサートやファミリー向け屋内イベントはセキスイハイムスーパーアリーナで開催される傾向がある。
2016年（平成28年）7月、募集していた命名権の優先交渉者が仙台市内に本社を置く総合商社のカメイに決まったと発表。愛称は「カメイアリーナ仙台」となった。
2025年5月21日から2027年3月15日まで 大規模改修工事のため、全館休館となる。

## 余談
余談だが人気バレーボール漫画「ハイキュー!!」の聖地でもあり、主人公のモニュメントが1階入り口に設置されている

## 主な施設

### 競技場
第一競技場
- 面積：2,642.59m2（65.9m×40.1m）
- バスケットボール・バレーボール・テニスの場合は3面、ハンドボールの場合は2面、バドミントンの場合は14面、卓球の場合は30面のコートをそれぞれ展開可能。
- 観客席：5,705席（2階・3階：固定席4,681席、1階：可動席1,024席（壁面収納））。アリーナにパイプ椅子を設けることで最大約1万人を収容することが可能であるが、コンサートなどでステージを設置するとキャパシティはこれより減少する。

第二競技場
- 面積：770.80m2（32.8m×23.5m）
- バスケットボール・バレーボール・テニスの場合は1面、バドミントンの場合は4面のコートをそれぞれ展開可能。

### その他の施設
- 温水プール（25m。5コース）
- トレーニング室
- 体育室
- 体力測定室
- 軽運動場
- 研修室（3部屋）、会議室、特別応接室、和室
- 幼児体育室
- レストラン

## 利用者数・決算
かつてはアリーナ約47.7万人、プール約2.6万人の年間利用者だったようである。仙台市に提出された指定管理者評価シートに記載されているデータは以下の通り。2007年（平成19年）度は改修工事をしたため、利用者数などが減少した。
|          |                | 2005年度    | 2006年度    | 2007年度    | 2008年度    | 2009年度    |
| -------- | -------------- | ----------- | ----------- | ----------- | ----------- | ----------- |
| 利用者数 | 利用者数       | 470,934人   | 438,440人   | 323,565人   | 398,493人   | 439,944人   |
| 市の支出 | 指定管理者費用 | 2億4886万円 | 2億5620万円 | 2億5328万円 | 2億4693万円 | 2億3807万円 |
| 市の支出 | その他         | 597万円     | 272万円     | 1億0958万円 | 3万円       | 927万円     |
| 市の収入 | 使用料         | 1億2710万円 | 1億2258万円 | 9698万円    | 8778万円    | 8440万円    |
| 市の収入 | その他         | 144万円     | 142万円     | 148万円     | 142万円     | 142万円     |

## 国際大会実績
- 1996年（平成8年）6月、ボクシングWBA世界ミニマム級タイトルマッチ（ロセンド・アルバレス vs 佐藤健太）。
- 1998年（平成10年）11月 - 男子世界バレー（1st round - Pool C）。
- 2003年（平成15年）11月 - 女子バレーボール・ワールドカップ（第2ラウンドB会場）。
- 2004年（平成16年）1月 - 女子バスケットボール・アジア選手権（全試合開催）。
- 2005年（平成17年）7月 - 女子バレーボール・ワールドグランプリ（決勝ラウンド）。
- 2006年（平成18年）4月 - 男女バドミントン世界選手権（トマス杯&ユーバー杯）（予選リーグ）。
- 2006年（平成18年）8月 - 男子世界バスケ（グループゲームラウンド - Group A）。
- 2006年（平成18年）11月 - 男子世界バレー（1st round - Pool D、および、2nd round - Pool E）。
- 2007年（平成19年）11月 - 女子バレーボール・ワールドカップ（第2ラウンドB会場）。
- 2007年（平成19年）11月 - フィギュアスケート・NHK杯。
- 2013年（平成25年）8月 - 女子バレーボールワールドグランプリ仙台ラウンド。
- 2015年（平成27年）8月～9月 - 女子バレーボール・ワールドカップ（第2ラウンドA会場）。

## アクセス
- 仙台市地下鉄南北線 富沢駅より徒歩で約5分（長町南駅より徒歩で約14分）。
- JR東北本線 太子堂駅より徒歩で約20分（長町駅より徒歩で約24分）。
- 駐車場：109台（50円/時間） - 使用可能台数が少ないためイベント開催時は公共交通機関の使用が望ましい。

## 周辺
- 広南病院
- 地底の森ミュージアム